# Мурга (Кырджалийская область)
Мурга (болг. Мурга) — село в Болгарии. Находится в Кырджалийской области, входит в общину Черноочене. Население села на 15 декабря 2008 года — 43 человека.

## Политическая ситуация
В местном кметстве Паничково, в состав которого входит Мурга, должность кмета (старосты) исполняет Али Ферад Бекир (Движение за права и свободы (ДПС)) по результатам выборов правления кметства.
Кмет (мэр) общины Черноочене — Айдын Ариф Осман (Движение за права и свободы (ДПС)) по результатам выборов в правление общины.